# Daiki Asada
Daiki Asada (født 5. april 1989) er en japansk fodboldspiller, som spiller for den japanske fodboldklub Fujieda MYFC.